# شهرداری گورجه
شهرداری گورجه (به لاتین: Municipality of Gorje) یک منطقهٔ مسکونی در اسلوونی است که در اسلوونی واقع شده‌است. شهرداری گورجه ۱۱۶ کیلومتر مربع مساحت و ۲٬۸۶۹ نفر جمعیت دارد.